# Hendrik Gerard Stoppendaal

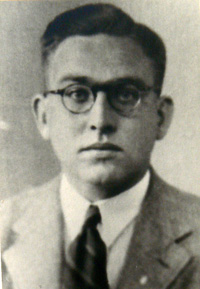

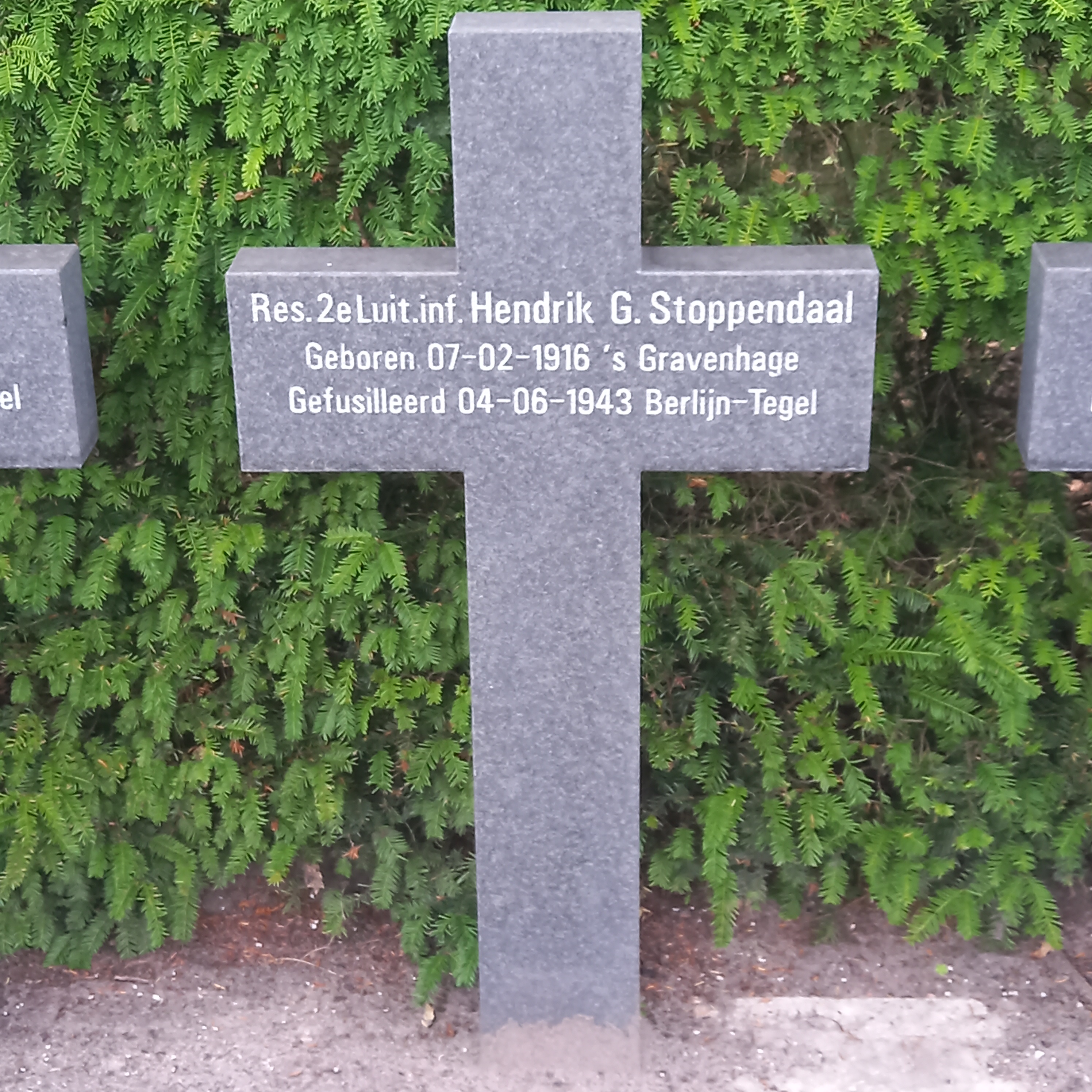
Het graf van Hendrik Gerard Stoppendaal op Westduin

Hendrik Gerard (Henk) Stoppendaal (Den Haag, 7 februari 1916 – Berlin-Tegel, 4 juni 1943) was een Nederlands verzetsman tijdens de Tweede Wereldoorlog.
Hij was de zoon van Hendrikus Gerardus Stoppendaal en Cornelia Catharina de Wilde, en de kleinzoon van Hendrikus Gerardus Stoppendaal en Jansje van Wijk. Zijn vader was in Arnhem geboren en naar Den Haag verhuisd, waar Hendrik ter wereld kwam.
Stoppendaal was muzikaal begaafd en studeerde piano en orgel, maar moest van zijn ouders daarnaast een ander beroep leren. Hij studeerde Indisch recht toen de oorlog uitbrak, en raakte al snel betrokken bij het verzet. Hij sloot zich aan bij een rechtse verzetsgroep rond Han Stijkel, die spionage bedreef voor de Engelsen en begin april 1941 door verraad werd opgerold.  
Na weken verhoor en een lang verblijf in het Oranjehotel werden de mannen op 26 maart 1942 als 'Nacht- und Nebel' gevangenen overgebracht naar de gevangenis in Berlin-Tegel. In september werd Stoppendaal met 39 andere leden van de Stijkelgroep wegens spionage ter dood veroordeeld. Zes van hen kregen gratie, een lid overleed in de gevangenis, de resterende 32 mannen werden op 4 juni 1943 gefusilleerd.
Met de andere gefusilleerde leden van de Stijkelgroep werd Stoppendaal in Oost-Berlijn begraven. In 1947 werden de stoffelijke resten naar Nederland overgebracht en op de begraafplaats Westduin herbegraven. De houten kruizen werden later vervangen door kalkstenen kruizen. In 1953 werd door burgemeester Schokking een monument voor de Stijkelgroep onthuld.